# Jacques Boutet (1890-1944)
Pour les articles homonymes, voir Jacques Boutet et Boutet.
Le lieutenant-colonel Jacques Boutet est un militaire français, né à Tulle le 9 février 1890 et fusillé à Clermont-Ferrand le 10 mai 1944.
Il a été le premier chef régional (Auvergne) de l'Organisation de résistance de l'armée (ORA) nommé par le général Aubert Frère.

## Biographie

### Origines familiales
Jacques Boutet est né le 09 février 1890 à Tulle de parents originaires de Limoges.
Son père, Jean-Baptiste Jules Boutet, commis de direction des impôts indirects, né à Limoges, était descendant d'une longue lignée d'ouvriers papetiers de Saint-Léonard-de-Noblat, y ayant notamment œuvré pour certains au moulin du Got. Son grand-père, aussi appelé Jacques Boutet, était né au Palais-sur-Vienne où il travaillait comme papetier jusqu'à son mariage à Limoges avec Marie Madoulaud fille d'un tailleur de pierres dont il adopta le métier.
Sa mère, Jeanne Gros, née à Limoges, était pour sa part descendante de familles de laboureurs de la partie ouest de Limoges et des communes environnantes. Son grand-père, Pierre Gros, né aussi à Limoges et fils de charpentier, était peintre sur porcelaine et conseiller municipal de cette ville.
Après son mariage à Limoges avec Jeanne Gros, et un premier enfant prénommé Louise, née en 1887, Jean-Baptiste Boutet est muté à Tulle où naît donc, le 09 février 1890, Jacques Boutet. Cependant, la famille ne restera que peu de temps à Tulle, Jean-Baptiste Boutet étant à nouveau muté, à Périgueux où naîtra un nouvel enfant, Paul, en 1892.
Deux années plus tard, Jean-Baptiste prendra un nouveau poste à Angoulême, et la famille s'y stabilisera jusqu'à l'entre-deux-guerres, s'agrandissant de deux enfants, Henri, né en 1896, qui mourra en déportation au camp de concentration de Melk, extension de celui de Mauthausen, le 08 janvier 1945, et Georges, né en 1902, qui œuvrera pour la mémoire de son frère Jacques, obtenant le transfert de ses cendres dans le carré militaire du cimetière de Sens.
C'est ainsi que Jacques Boutet a grandi essentiellement à Angoulême où il a fait ses études jusqu'à son admission à l'École spéciale militaire de Saint-Cyr en septembre 1911, après en avoir préparé le concours d'entrée au lycée Gay-Lussac de Limoges.

### Saint-Cyr et les «Marie-Louise» 1911-1913

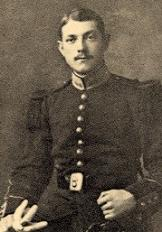
Photo de promotion 1913 E.S.M. de Saint-Cyr

Admis le 27 septembre 1911 à l'École Spéciale Militaire de Saint-Cyr, Jacques Boutet contracte le 9 octobre de la même année, à la mairie d'Angoulême, un engagement de quatre ans au titre du 31e régiment de dragons qu'il rejoint le lendemain. Puis, à l'été 1912, il intègre l'École Militaire de Saint-Cyr en tant que cavalier dans le 6e peloton du 2e escadron.
Après une première année de formation, la promotion est baptisée du nom des « Marie-Louise » en souvenir des conscrits qui un siècle auparavant furent appelés sous les drapeaux en 1813 par un décret signé de l'impératrice Marie-Louise assurant la régence de l'empire napoléonien. Les « Marie-Louise » avaient alors été envoyés sur le front en 1814 sans instruction militaire ou presque. La vaillance de ces très jeunes soldats fut un exemple pour la promotion naissante qui allait payer un lourd tribut lors des combats de la « Première Guerre mondiale ».
Le 14 décembre 1913, Jacques Boutet sort de l'École Spéciale Militaire avec le n°152 sur 275 aspirants classés. Son capitaine note alors à son sujet : « Est resté jusqu'au bout l'aspirant loyal et dévoué qui mérite tous les encouragements. A su tirer parti de l'enseignement qu'il a reçu et montrera certainement des qualités d'instructeur. » Ceci sera démontré lorsqu'il occupera la fonction d'instructeur des officiers de l’Armée Américaine à Saumur à compter du 13 septembre 1917.
Le général Bigot commandant l'école émettra pour sa part comme appréciation : « Bonne formation militaire. A donné toute satisfaction comme aspirant. Doit faire un très bon officier. Cavalier satisfaisant. A encore besoin de prendre de l'assiette et du liant. »
Le 23 décembre 1913, il sera promu sous-lieutenant au 19e régiment de dragons, basé alors à Carcassonne puis Castres, où il servira en tant que chef de peloton au 2e escadron, et y sera mobilisé en 1914.

## Décorations
- : Croix de guerre 1914-1918 – citation o/o Rgt (28/12/1920)
- : Croix de guerre T.O.E. – citation o/o Armée (1/2/1923) et Brigade (26/7/1923)
- : Chevalier de la Légion d’honneur (31/12/1926)[1]
- : Médaille de la Résistance avec rosette (17/5/1946)
- : Croix de guerre 1939-1945 avec palme – citation o/o Armée (27/5/1947)